# Abric de Cap Blanc
Le Cap Blanc és un jaciment arqueològic d'època paleolítica situat al municipi de Marquay, uns quilòmetres a l'est de Les Eyzies-de-Tayac-Sireuil en el departament de la Dordonya, al sud-oest de França.
Va ser declarat Patrimoni de la Humanitat per la Unesco l'any 1979, formant part del lloc «Llocs prehistòrics i grutes decorades de la vall del Vézère» amb el codi 85-010.

## Història
Fou classificat com a monument històric francès l'any 1926.
Després de garantir la protecció (restricció del nombre de visitants), el Centre dels monuments nacionals, gestor del lloc, permet el descobriment de lloc en forma de visita guiada al llarg de l'any. A més, un petit museu al lloc presenta la forma de vida dels cromanyons que van ocupar i van decorar aquest abric rocós.

## Descripció
Es tracta d'un abric rocós més que d'una cova, en el qual s'han trobat escultures que es remunten al període Magdalenià. Es troba sobre la ribera dreta del Beune.
Es caracteritza per escultures que daten de 15.000 anys BP, inclòs un gran fris de cavalls, bisons i cèrvids gravats molt profundament en la roca calcària. El notable bestiari tallat ocupa 13 dels 15 metres de l'abric. Cavalls, bisons, cèrvids de vegades superposats, es beneficien en origen de la coloració ocre de la paret. Pel vigor i la profunditat dels seus relleus realitzats amb bec de sílex, l'abric de Cap Blanc es presenta com una de les grans obres mestres de l'escultura monumental en l'art del Paleolític superior. El cavall central mesura 2,20 m de longitud.
Aquest lloc associa llocs d'ocupació amb llocs on s'expressa l'art. Demostra que l'art parietal a França no es limita a les grutes i que els homes prehistòrics adornaven també els llocs on vivien.
Es troben gravats i escultures del mateix tipus en llocs de residència com l'abric de Moustier en el municipi de Peyzac-li-Moustier situat una mica més al nord, al llarg de la Vall del Vézère.